# Gerhard Kujath

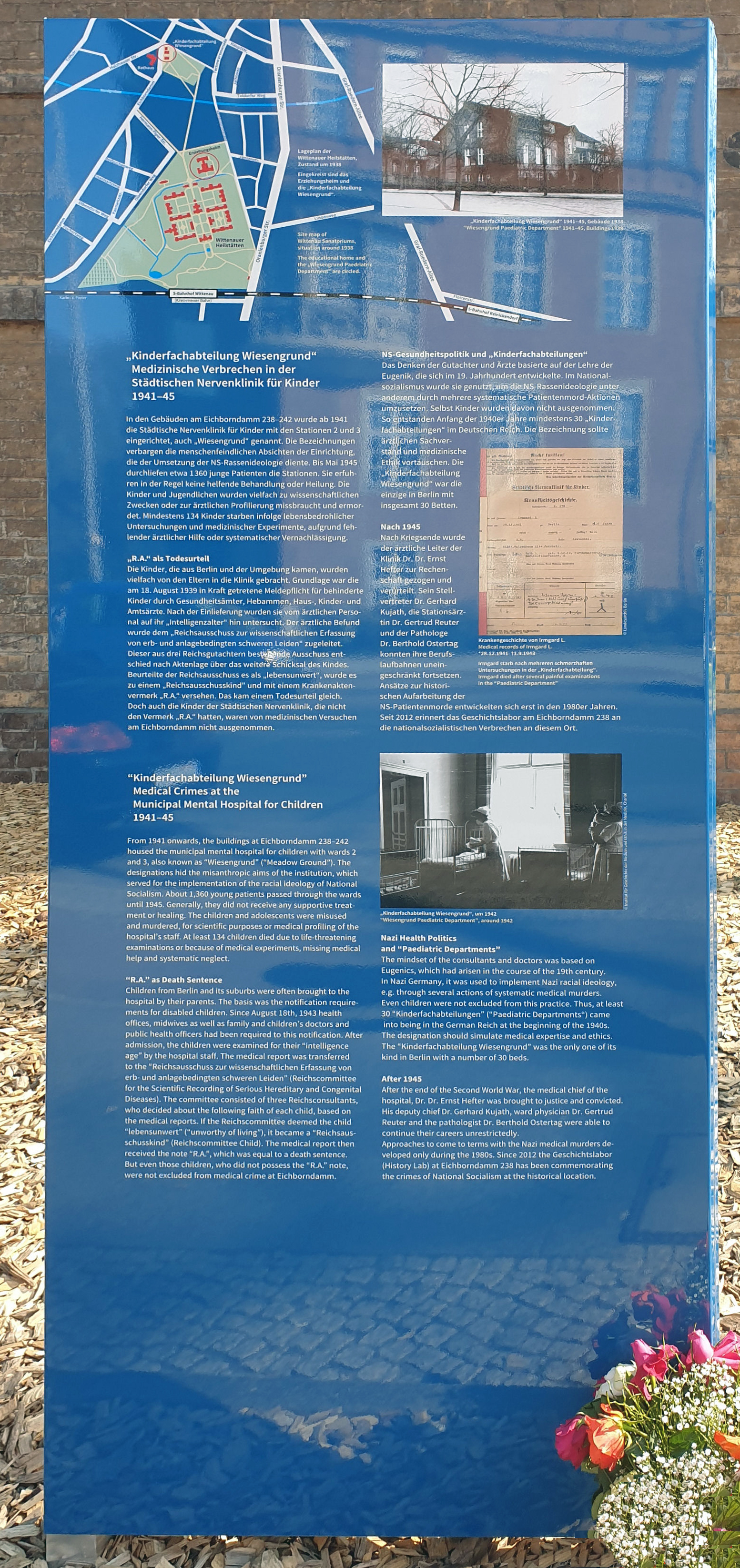
Gedenktafel am Haus, Eichborndamm 238, in Berlin-Wittenau

Gerhard Otto Joachim Kujath (* 12. Oktober 1908 in Bromberg; † 28. Januar 1974 in Berlin) war ein deutscher Psychiater und Kinderarzt.

## Leben
Kujath studierte ab 1927 Medizin in Göttingen und Berlin mit dem Staatsexamen 1933 und der Promotion 1934 in Berlin (Dissertation: Die Paget'sche Knochenerkrankung (Ostitis deformans) und ihre Beziehungen zur Ostitis fibrosa Recklinghausen). Er wurde 1933 Mitglied der Sanitätsformation der SA (ab 1938 als Sanitätssturmführer), am 15. Oktober 1937 beantragte er die Aufnahme in die NSDAP und wurde rückwirkend zum 1. Mai desselben Jahres aufgenommen (Mitgliedsnummer 4.834.236). Er erhielt seine Ausbildung als Psychiater bei Karl Bonhoeffer und Max de Crinis an der Nervenklinik der Charité (an der de Crinis ab 1938 die Leitung hatte). Nach eigenen Angaben in seinem Lebenslauf befasste er sich ab 1937 mit Kinderpsychiatrie. 1939 wurde er Facharzt für Psychiatrie und Neurologie und verließ die Charité. 1940 war er Assistenzarzt bei Walther Jaensch am Institut für Konstitutionsforschung, war aber die meiste Zeit für den Wehrdienst abgestellt. Von Februar 1942 bis März 1945 war er Oberarzt an der Städtischen Nervenklinik für Kinder und Jugendliche Wiesengrund an der Psychiatrischen Klinik in Berlin-Wittenau, an der durch ihn, seinen Vorgesetzten Ernst Hefter (mit dem er schon an der Charité zusammenarbeitete) und die Assistenzärztin Gertrud Reuter teilweise tödliche medizinische Experimente an den im Rahmen des „Euthanasie“-Programms zur Tötung selektierten Kindern (sogenannten Reichsausschusskindern) vorgenommen wurden. Das erfolgte in der sog. Kinderfachabteilung (Station III), für die Gertrud Reuter zuständig war. Kujath war ärztlicher Betreuer des Erziehungsheims und leitete die neurologisch-psychiatrische Station I. Die Grenzen zwischen den Bereichen waren aber fließend. Kujath war vor allem an der Verfolgung seiner wissenschaftlichen Karriere interessiert und unternahm Forschungen über die Bedeutung von Liquorcholesterin bei der Unterscheidung von angeborenem und erworbenem "Schwachsinn". Dieser wurde in einer sehr schmerzhaften Prozedur, an der mindestens 18 Kinder starben, mit Pneumoenzephalographie den Kindern entnommen. Kujath war auch für die psychologischen Tests zuständig, mit denen die Kinder im Euthanasieprogramm selektiert wurden. 1942 bis 1945 absolvierte er daneben eine tiefenpsychologische Ausbildung beim Neopsychoanalytiker Harald Schultz-Hencke.
Im Entnazifizierungsverfahren bzw. den Ermittlungen gegen die am Euthanasieprogramm beteiligten Ärzte (sein Vorgesetzter Hefter wurde Ende 1946 verhaftet, vom Sowjetischen Militärtribunal zu zehn Jahren Haft verurteilt und starb 1947) wurde er zwar 1948 verhört, Kujath gab aber vor, vom Ausmaß des Euthanasieprogramms nichts gewusst zu haben und im Gegensatz zu Hefter eher wissenschaftlich tätig gewesen zu sein. Er bestritt auch aktive Tötungen von Kindern, man habe nur infektiösen Krankheiten freien Lauf gelassen. Wie sich der spätere Leiter der Kinderpsychiatrie Gerhardt Nissen in seinen Memoiren (Gießen 2009) erinnerte, erhielt er Anfang der 1970er Jahre einen Anruf eines ehemaligen Patienten der Klinik über tödliche Injektionen im Rahmen des Euthanasieprogramms, wobei auch der Name von Kujath fiel. In seinem Nachruf im Deutschen Ärzteblatt wurde seine Verwicklung in das Kinder-Euthanasieprogramm nicht erwähnt.
In seiner Zeit an der Charité drehte er einen Lehrfilm über ein viereinhalb Jahre altes Mädchen mit Mikroencephalie, in dem er das Kind in allen möglichen Stellungen zur Demonstration von Reflexen hin und her warf (Ausschnitte des Films wurden im Dokumentarfilm Die Charité – Medizin unterm Hakenkreuz gezeigt). Das Kind war später ebenfalls in seiner Klinik als "Reichsausschusskind" und wurde wahrscheinlich ermordet (Kujath war an der Obduktion beteiligt).
Trotz seiner Vorbelastung im Kinder-Euthanasieprogramm setzte er seine Karriere nach dem Zweiten Weltkrieg erfolgreich fort. Er übernahm nach Hefters Verhaftung die kommissarische Leitung der Klinik bis 1952 und war danach an der Kinderklinik der FU Berlin (Kaiserin-Auguste-Viktoria-Haus, KAVH). Er leitete ab 1956 die heilpädagogische Abteilung und er leitete die psychomedizinische Abteilung der Kinder-Poliklinik. 1958 wurde er Facharzt für Pädiatrie und 1969 Facharzt für Kinder- und Jugendpsychiatrie. 1962/63 erhielt er einen Lehrauftrag an der FU Berlin. 1960 wurde er akademischer Rat und 1966 Oberrat. Für eine Habilitation war er schon zu alt, er erhielt aber 1970 eine Bestätigung der Lehrbefähigung und hielt dafür einen Vortrag über Transsexualismus bei Kindern.
Sein Lehrbuch Jugendpsychiatrische Diagnostik und Begutachtung (zuerst 1949) galt in der Nachkriegszeit in Deutschland als führendes Lehrbuch und wurde in der Praxis viel genutzt.

## Schriften
- (1943): Zarncke, Lilly. Zur Unterbringung asozialer Familien, in: Zentralblatt für Psychotherapie und ihre Grenzgebiete einschließlich der medizinischen Psychologie und psychischen Hygiene 15 (1/2), S. 49–50.
- Jugendpsychiatrische Diagnostik und Begutachtung, 1949, Leipzig: J. A. Barth 3. Auflage 1964
- Neurophysiologie des Kindesalters mit psychologischen Ausblicken, in: H. Wiesener (Hrsg.): Einführung in die Entwicklungsphysiologie des Kindes, Springer 1964, S. 371–423.